# Березовская, Софья Герасимовна
Софья Герасимовна Березовская (1900—1983) — юрист, специалист по теории и истории прокурорского надзора в СССР; выпускница 1-го МГУ; профессор, доктор юридических наук с диссертацией об охране прав граждан в деятельности советской прокуратуры (1965); научный сотрудник Института государства и права АН СССР; заслуженный юрист РСФСР.

## Работы
Софья Березовская являлась автором и соавтором более 50 научных публикаций, включая несколько монографии; она специализировалась, в основном, на проблемах прокурорского надзора в СССР и вопросах охраны прав советских граждан:
- «Прокурорский надзор за законностью правовых актов органов управления в СССР» (М., 1959);
- «Правовые гарантии законности в СССР» (М., 1962) (в соавт.);
- «Охрана прав граждан советской прокуратурой» (М., 1964);
- «Прокурорский надзор в СССР». Учебник (М., 1969, 1973) (в соавторстве);
- «Прокурорский надзор в СССР». Учебник (М., 1982) (в соавторстве);
- «Прокурорский надзор в советском государственном управлении (общий надзор)» (М., 1984).
- Березовская С. Г. Из практики выявления нарушений закона / С. Березовская // Социалистическая законность. — М., 1947. — № 9 (сентябрь). — С. 22—23.
- Березовская С. Г. Организация работы в отделах общего надзора / С. Березовская // Социалистическая законность. — М., 1948. — № 10 (октябрь). — С. 33—35.